# Santa Giusta (stolica tytularna)

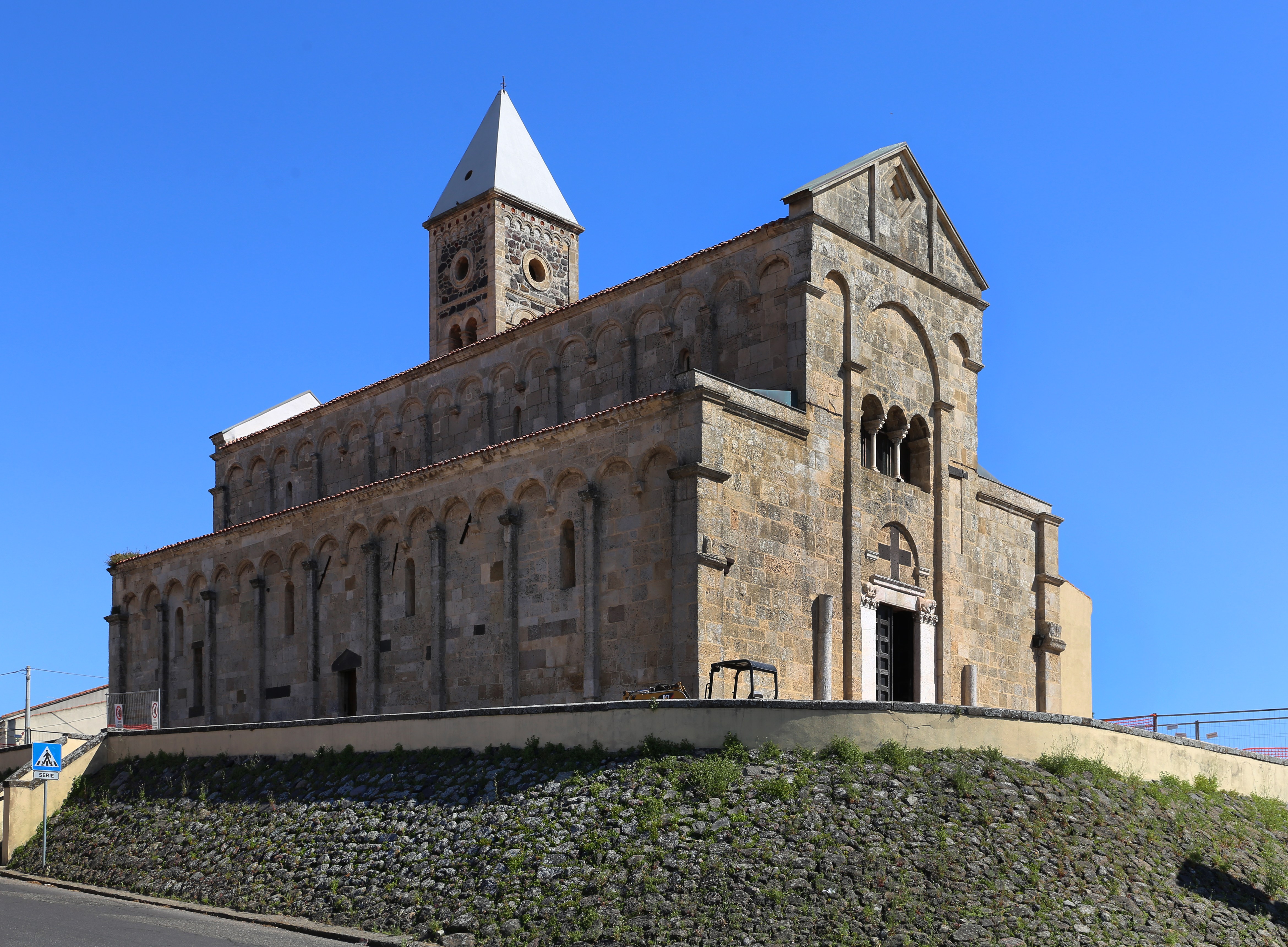
Dawna katedra diecezjalna

Santa Giusta (łac. Dioecesis Sanctae Iustae) – stolica historycznej diecezji w Italii erygowanej w roku 1080, a włączonej w roku 1503 w skład diecezji Oristano.
Współczesne miasto Santa Giusta w prowincji Oristano we Włoszech. Obecnie katolickie biskupstwo tytularne ustanowione w 1968 przez papieża Pawła VI.

## Biskupi tytularni
| Lp. | Biskup                       | Funkcja                                      | Od              | Do             |
| --- | ---------------------------- | -------------------------------------------- | --------------- | -------------- |
| 1   | Juan Antonio del Val Gallo   | biskup pomocniczy Sewilli (Hiszpania)        | 4 kwietnia 1969 | 3 grudnia 1971 |
| 2   | Hermenegildo Ramírez Sánchez | biskup-prałat Huautla (Meksyk)               | 4 stycznia 1975 | 15 lutego 1978 |
| 3   | Giovanni Cheli               | nuncjusz apostolski urzędnik Kurii Rzymskiej | 8 września 1978 | 21 lutego 1998 |
| 4   | Luigi Gatti                  | nuncjusz apostolski                          | 13 czerwca 1998 |                |